# 戰鎚幻想战役

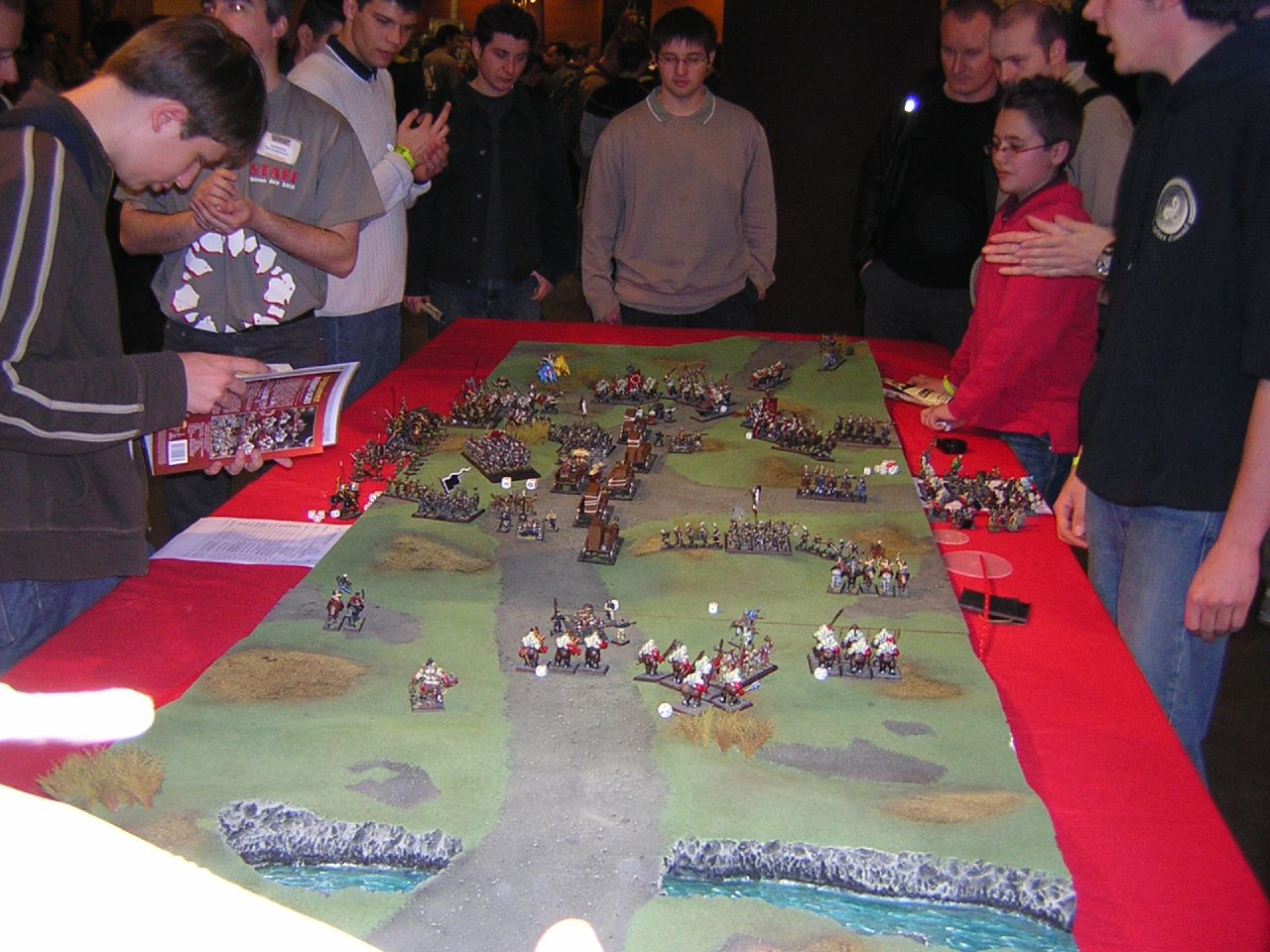
《战锤》桌上游戏。

《戰鎚幻想战役》（英語：Warhammer Fantasy Battle）是由Games Workshop制作的桌上战争游戏。是戰鎚设定中最初的来源。
游戏中具有多个种族的兵种。其中包括人族（The Empire、Bretonnia、Kislev）、精靈（黑暗精灵、高地精灵、丛林精灵）、Dwarfs、不死族、Orcs and Goblin等。